# فيكتور ميدنوف
فيكتور ميدنوف (بالروسية: Меднов, Виктор Иванович)‏ (21 نوفمبر 1927 – 22 يونيو 2009) هو ملاكم من الاتحاد السوفيتي راحل، مثّل بلاده في الألعاب الأولمبية الصيفية 1952.

## روابط خارجية
فيكتور ميدنوف على موقع أوليمبيديا (الإنجليزية)